# Acoustic Dreams
| Críticas profissionais | Críticas profissionais |
| Avaliações da crítica  | Avaliações da crítica  |
| Fonte                  | Avaliação              |
| ---------------------- | ---------------------- |
| Allmusic               | [ 1 ]                  |

Acoustic Dreams é um EP acústico do grupo de rock alternativo Echosmith, lançado pela gravadora Warner Bros. Records, sendo lançado em 10 de Junho de 2014. O álbum foi produzido por Jeffery David.
O EP conta com apenas cinco faixas, sendo quatro versões acústicas de canções do álbum de estréia do grupo, Talking Dreams, e uma faixa inédita. O álbum foi disponibilizado para Descarga digital em diversos sites de do gênero, e vendido como CD exclusivamente na Warped Tour.

## Faixas
| N.º            | Título                             | Duração |  |
| 1.             | "Let's Love" (Acústico)            | 3:19    |  |
| 2.             | "Cool Kids" (Acústico)             | 3:56    |  |
| 3.             | "Tell Her You Love Her" (Acústico) | 4:19    |  |
| 4.             | "Talking Dreams" (Acústico)        | 2:58    |  |
| 5.             | "Terminal" (Acústico)              | 5:40    |  |
| Duração total: | Duração total:                     | 20:12   |  |

## Desempenho nas paradas
| Paradas (2014)                             | Melhor posição |
| ------------------------------------------ | -------------- |
| Estados Unidos (Billboard Top Heatseekers) | 34             |

## Créditos
- Graham Sierota - Baterista
- Sydney Sierota - Vocalista
- Noah Sierota - Baixista e backing vocals
- Jamie Sierota - Guitarrista e backing vocals